# CD Malleco Unido
Malleco Unido ist ein Sportverein aus Angol, Chile, der hauptsächlich für seine Fußballabteilung bekannt ist. Er wird auch Leones de Nahuelbuta (dt.: Löwen des Nationalparks Nahuelbuta) genannt.

## Geschichte
Der Verein Malleco Unido wurde 1974 gegründet und trat direkt in der zweiten Liga an. Die Basis der Mannschaft bestand aus Auswahlspielern der Stadt Angol. Die erste Saison beendete das Team auf dem letzten Platz der Gruppe B, konnte den Abstieg aber durch einen Sieg gegen den Gruppenletzten der Gruppe A Coquimbo Unido noch abwenden. In den Folgejahren lief es deutlich besser und dem Klub aus der Región de la Araucanía gelang mehrmals fast der Aufstieg. Ganz knapp scheiterte Malleco 1977, als das Team an der Relegationsliguilla mit zwei Erstligisten und einem weiteren Zweitligisten teilnahm. Der in der Liga noch hinter Malleco liegende Klub CD Cobreloa schaffte den Aufstieg im Gegensatz zu Malleco.
Den einzigen Titel holte Malleco Unido bei der Copa CCU, einem Turnier der Segunda División nach der Clausura 1985. 1988 folgte der Abstieg in die drittklassige Tercera División, nachdem das Team als Tabellenletzter der Zona Sur die Entscheidungsspiele gegen den Tabellenletzten der Zona Norte Audax Italiano verloren hatte. Dort verblieb Malleco Unido bis 2009, ehe sich der Klub aus dem professionellen Spielbetrieb zurückzog, nachdem es schon 2008 aus finanziellen Gründen zu einem Abzug von neun Punkten kam.
2012 stieg Malleco als Vizemeister der Tercera División B in die Tercera División A auf und kam 2014 in die Segunda División, damit auch in den Profifußball zurück. 2018 wurde Malleco Tabellenletzter der dritten Liga, meldete sich aber in der Folgesaison nicht für den Spielbetrieb und spielt seit 2020 in der fünftklassigen Tercera B.

## Erfolge
- Copa CCU: 1985

## Stadion
Malleco Unido spielt im Estadio Municipal Alberto Larraguibel Morales, das eine Kapazität von 4000 Zuschauerplätzen hat.

## Rivalität
Eine traditionell starke Rivalität besteht zum Verein Deportes Iberia aus Los Ángeles.